# Selisok, Liubeșiv
Selisok (în ucraineană Селісок) este un sat în comuna Zarudci din raionul Liubeșiv, regiunea Volînia, Ucraina.

## Demografie
Componența lingvistică a localității Selisok
     Ucraineană (100%)
Conform recensământului din 2001, toată populația localității Selisok era vorbitoare de ucraineană (100%).